# Jean-Baptiste Bienvenu-Martin
Pour les articles homonymes, voir Jean-Baptiste Martin, Bienvenu et Martin.
Jean-Baptiste Bienvenu-Martin, né le 22 juillet 1847 à Saint-Bris-le-Vineux (Yonne) et mort le 10 décembre 1943 dans cette même commune, est un homme politique français membre du Parti républicain, radical et radical-socialiste, et de la Franc-maçonnerie à la loge La Clémente amitié, 

## Biographie

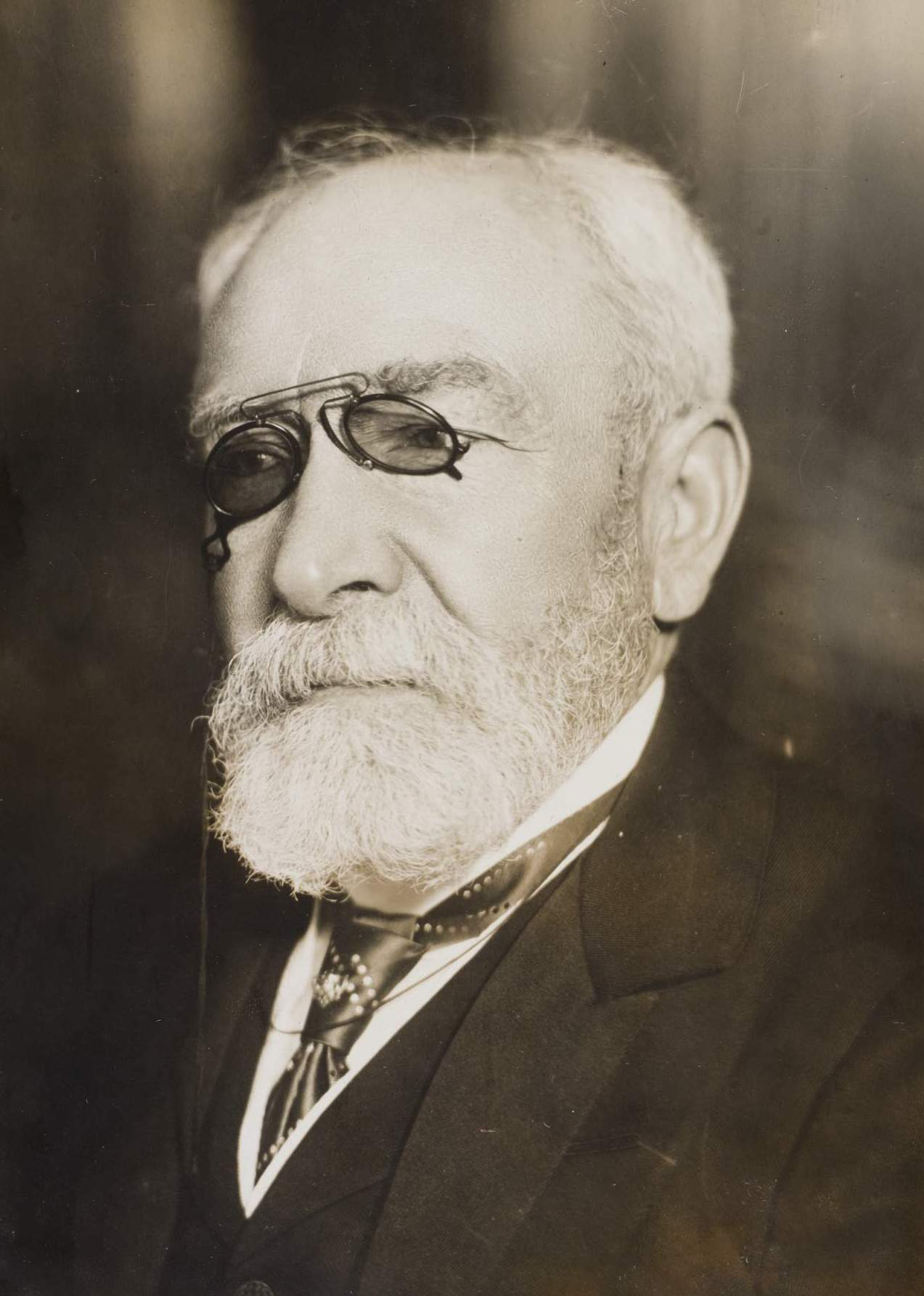
Photo prise vers 1914.

Avocat de 1871 à 1877, il commence ensuite une carrière dans l'administration préfectorale. Conseiller de préfecture dans l'Yonne en 1878, il devient secrétaire général de la préfecture en 1879, puis sous-préfet de Sens en 1885. En 1886, il devient maître des requêtes au Conseil d'État. Il termine sa carrière administrative comme directeur au ministère des Colonies de 1894 à 1897. Il commence alors une carrière politique dans l'Yonne en étant élu conseiller général en battant Paul Doumer. En 1896, ce dernier est nommé gouverneur général de l'Indochine, et laisse son poste de député ; Bienvenu-Martin lui succède alors. Parlementaire très actif et très en vue, il est à la tête la commission des Cultes, ainsi que le nouveau groupe de la Gauche radicale, créé en 1904.
Il est ministre de l'Instruction Publique, des Beaux-Arts et des Cultes sous les gouvernements Rouvier II et Rouvier III, au moment du vote de la loi de séparation des Églises et de l'État en 1905, et à ce titre il en est signataire.
Élu au Sénat en 1905, Il devient président de la commission des Finances de 1911 à 1913. Il entre à nouveau au gouvernement comme ministre de la Justice, puis comme ministre du Travail. Il est président de la commission de surveillance de la Caisse des dépôts et consignations de 1920 à 1943. En 1921, il est vice-président du Sénat. De 1924 à 1940, il est président du groupe de la Gauche démocratique.

## Fonctions
- Député de l'Yonne de 1897 à 1905
- Sénateur de l'Yonne de 1905 à 1940.
- Président du Conseil général de l'Yonne (1910-1940)
- Président du groupe de la Gauche radicale en 1904
- Président du groupe de la Gauche démocratique au Sénat de 1924 à 1940

- Ministre de l'Instruction Publique, des Beaux-Arts et des Cultes du 24 janvier 1905 au 14 mars 1906 dans les gouvernements Maurice Rouvier (2) et Maurice Rouvier (3),
- ministre de la Justice du 9 décembre 1913 (renommé le 13 juin dans le gouvernement René Viviani) au 26 août 1914 dans les gouvernements Gaston Doumergue (1) et René Viviani (1),
- ministre du Travail et de la Prévoyance Sociale du 26 août 1914 au 29 octobre 1915 dans le gouvernement René Viviani (2).

## Distinctions et récompenses
Croix de Ordre de Charles III d'Espagne 9.6.1905

## Sources
- « Jean-Baptiste Bienvenu-Martin », dans le Dictionnaire des parlementaires français (1889-1940), sous la direction de Jean Jolly, PUF, 1960 [détail de l’édition]